# Vinh Sơn Phaolô Phạm Văn Dụ
Vinh Sơn Phaolô Phạm Văn Dụ (1922–1998) là một giám mục Công giáo Việt Nam. Ông nguyên là Giám mục chính tòa tiên khởi của Giáo phận Lạng Sơn và Cao Bằng.
Giám mục Phạm Văn Dụ sinh ra tại một gia đình Công giáo tại Ninh Bình. Các anh em ông đều có chí hướng tu tập. Sau nhiều năm tu học, ông được truyền chức linh mục năm 1948, là linh mục của Hạt Đại diện Tông Tòa Lạng Sơn và Cao Bằng. Sau Hiệp định Giơ-ne-vơ năm 1954, đa phần các giáo sĩ cũng như giáo dân rời bỏ địa phận vào miền Nam, linh mục Phạm Văn Dụ cùng 3 linh mục người Việt khác quyết định bám trụ ở lại.
Năm 1958, Giám mục Phó Đại diện Tông Tòa Lạng Sơn và Cao Bằng Jacq Mỹ rời Việt Nam sang Lào truyền giáo, giám mục Đại diện Tông Tòa Hedde Minh cũng qua đời sau đó vào tháng 5 năm 1960. Trong thời gian này, ông đảm nhiệm vai trò Tổng quản Địa phận, linh mục chính xứ Thất Khê. Tòa Thánh loan tin tuyển chọn linh mục Phạm Văn Dụ làm Giám mục Phụ tá Hạt Đại diện Tông Tòa Lạng Sơn và Cao Bằng vào tháng 3 năm 1960. Tuy nhiên, vì bị giới hạn về việc di chuyển, ông không được cử hành nghi thức truyền chức Giám mục. Kể từ tháng 5 năm 1960, sau khi Giám mục Hedde Minh qua đời, Địa phận không còn giám mục do Đại diện Tông Tòa Jacq Mỹ thực tế không còn ở Việt Nam. Với việc thiết lập Hàng giáo phẩm Việt Nam, ông được chọn làm Giám mục chính tòa Tiên khởi Giáo phận Lạng Sơn và Cao Bằng.
Sau nhiều năm sống âm thầm với vị thế của một linh mục tại Giáo xứ Thất Khê, nhân việc di tản trong cuộc chiến tranh biên giới Việt-Trung năm 1979, ông cùng một số giáo dân đến Giáo phận Bắc Ninh. Tại đây, Giám mục giáo phận này là Phaolô Giuse Phạm Đình Tụng cử hành nghi thức truyền chức cho ông. Tuy đã được tấn phong, Nhà nước Việt Nam chưa công nhận chức giám mục của ông, mãi đến năm 1989, khi Hồng y Roger Etchegaray thương lượng với chính phủ và đạt được thỏa thuận.
Năm 1991, ông sang Rôma viếng thăm Giáo hoàng đồng thời chữa bệnh. Sau khi được công nhận chức Giám mục, ông tiến hành cải tổ giáo phận Lạng Sơn và Cao Bằng với nhiều khó khăn do nghèo cộng với sự tàn phá của chiến tranh. Sức khỏe ông yếu dần kể từ khi được công nhận chức giám mục.
Ngày 9 tháng 3 năm 1998, ông được Tòa Thánh chấp thuận đơn từ nhiệm vai trò Giám mục chính tòa Giáo phận Lạng Sơn và Cao Bằng. Ông qua đời sau đó vào ngày 2 tháng 9 năm 1998.

## Thân thế và tu tập
Giám mục Phạm Văn Dụ sinh ngày 14 tháng 10 năm 1922, tên thánh là Vinh Sơn Phaolô (Vincent de Paul), trong một gia đình Công giáo tại Phát Diệm, Kim Sơn, Ninh Bình. Hầu hết các anh em trong gia đình ông đều có chí hướng đi tu. Anh cả là Phạm Văn Thuyết vào học chủng viện sau đó rời khỏi chủng viện. Anh trai thứ hai của ông là Phạm Văn Lượng đi tu dòng Đa Minh được gởi sang học tại Hồng Kông và đã khấn dòng nhưng cũng không tiến được đến chức linh mục. Chỉ có em gái út của ông hoàn tất con đường tu trì, là bà Phạm Thị Nhiệm tu dòng nữ Đa minh tại Waterloo, Bỉ.
Lúc còn nhỏ, cậu bé Dụ theo học trường đệ tử dòng Phanxicô Thanh Hóa. Năm 1939, cậu xin vào Tiểu chủng viện Thánh Têrêsa Lạng Sơn trong chương trình lớp đệ nhị sau đó tiếp tục theo học tại Đại chủng viện Xuân Bích, Hà Nội.

## Linh mục
Ông được Giám mục Hedde (tên Việt: Minh) phong chức linh mục ngày 8 tháng 9 năm 1948. Sau khi thụ phong, ông được bổ nhiệm làm Phó xứ tại Đồng Đăng. Sau khi chính quyền Việt Nam Dân chủ Cộng hòa kiểm soát miền Bắc Việt Nam, các giáo sĩ nước ngoài lần lượt phải rời miền Bắc.
Tại Hạt Đại diện Tông Tòa Lạng Sơn, Giám mục Réginald-André-Paulin-Edmond Jacq Mỹ, các linh mục Nerdeux (tên Việt: Lý), Guibert (tên Việt: Hiền) lần lượt rời giáo phận sang Lào vào năm 1958. Ngày 29 tháng 5 năm 1959, Linh mục Vincent Phạm Văn Dụ được Tòa Thánh Vatican đặt lên chức Tổng quản địa phận để hỗ trợ Giám mục Hedde Minh. Không lâu sau, ông được bổ nhiệm lên làm Chánh xứ Thất Khê.

## Giám mục

### Bổ nhiệm
Ngày 5 tháng 3 năm 1960, ông được Tòa Thánh phong làm Giám mục hiệu tòa Boseta, chức vị Giám mục phụ tá Hạt Đại diện Tông Tòa Lạng Sơn và Cao Bằng. Ngày 4 tháng 5 năm 1960, Giám mục Hedde Minh qua đời, trên danh nghĩa ông vẫn là Giám mục phụ tá của Đại diện Tông Tòa Réginald-André-Paulin-Edmond Jacq Mỹ, dù giám mục này đã rời Việt Nam năm 1958. Giám mục Tân cử Phạm Văn Dụ không thể di chuyển khỏi giáo xứ Thất Khê, việc này khó đến mức ông không thể có mặt trong lễ tang của Giám mục Hedde Minh. Ngày 24 tháng 11 năm 1960, cùng với việc thiết lập hàng giáo phẩm Việt Nam, ông được đặt lên làm Giám mục chính tòa Giáo phận Lạng Sơn và Cao Bằng. Trong tông hiến thiết lập, ông được nhắc đến giữ chức vụ Giám quản Tông Tòa Hạt Đại diện Tông Tòa Lạng Sơn.

### Tấn phong
Giám mục Đại diện Tông Tòa Lạng Sơn và Cao Bằng Felix Maurice Hedde Minh qua đời năm 1960, Giám mục Phó Réginald-André-Paulin-Edmond Jacq Mỹ đã rời Việt Nam sang Lào truyền giáo vào năm 1958. Hạt Đại diện lúc này không còn giám mục, Giám mục Tân cử Phạm văn Dụ lại không được rời khỏi phạm vi 5 km của thị trấn Thất khê, nên không thể nào được cử hành nghi thức tấn phong giám mục. Cùng đợt bổ nhiệm giám mục này còn có các giám mục Tân cử là Đa Minh Maria Đinh Đức Trụ, giám mục Hạt Đại diện Tông Tòa Thái bình, Giám mục Giuse Maria Phạm Năng Tĩnh, Giám mục Đại diện Tông Tòa Bùi Chu. Giám mục Tân cử Đinh Đức Trụ đã giả dạng làm phu xích lô, đạp xích lô lên Hà nội để được Giám mục Tông Tòa Hà Nội Giuse Maria Trịnh Như Khuê cử hành lễ tấn phong. Khi về, giám mục Trụ cử hành nghi thức tấn phong cho Giám mục Tĩnh. Biết được tin này, Giám mục Dụ than thở: “Đi đâu mà không báo tin cho biết để cùng đi”. Không được phong chức, các nghi thức xưng hô, phẩm phục của ông vẫn có hình thức là một linh mục.
Do hoàn cảnh chiến tranh và những trở ngại từ chính quyền, dù đã được bổ nhiệm nhưng ông vẫn chưa có điều kiện tấn phong Giám mục. Suốt thời gian này, ông sống âm thầm một mình, rất ít liên lạc với thế giới bên ngoài. Ông tổ chức dạy giáo lý trong giáo xứ và dành thời gian đọc sách và lao động. Ông đồng hành cùng giáo dân vào rừng kiếm củi. Nhiều giai đoạn khó khăn, ông tự tay xách nước, nấu cơm.
Năm 1979, Chiến tranh biên giới phía Bắc nổ ra, quân Trung Quốc vượt biên giới tấn công vào Việt Nam, ông đã cùng với một số khoảng 100 giáo dân trốn chạy âm thầm, tách khỏi đoàn người tị nạn, băng núi rừng để về Bắc Ninh và đến đây vào ngày 28 tháng 2. Trong dịp này, Giám mục Giáo phận Bắc Ninh là Phaolô Giuse Phạm Đình Tụng đã làm lễ tấn phong Giám mục cho ông trong một nhà nguyện nhỏ tại Tòa Giám mục Bắc Ninh ngày 1 tháng 3 năm 1979.

### Cai quản giáo phận
Sau lễ tấn phong, ông trở về Thất Khê, tiếp tục sống lặng lẽ. Tuy là giám mục giáo phận, ông không được tự do rời Thất Khê. Việc có một giám mục thường xuyên thi hành mục vụ (cử hành lễ, kinh nguyện) biến giáo xứ này trở nên giống như Tòa giám mục và nhà thờ chính tòa giáo phận. Ông cũng thường xuyên chia sẻ các hoạt động đời thường với giáo dân giáo xứ. Ông tuân thủ kỹ thời gian biểu trong ngày và có lòng sùng kính bà Maria (giáo dân Công giáo quen gọi là Đức Mẹ). Năm 1987, em gái ông là bà Phạm Thị Nhiệm ở châu Âu về thăm giám mục Dụ trong vòng một tuần từ ngày 15 đến 21 tháng 11 năm 1987.
Tuy được chính thức tấn phong năm 1979, với chính quyền, chức giám mục của ông chưa được công nhận. Hồng y Roger Etchegaray đến thăm Việt Nam vào năm 1989 và làm việc với chính phủ, từ đó Giám mục Phạm Văn Dụ được công nhận. Vào dịp Hồng y Tổng giám mục Tổng giáo phận Hà Nội Giuse Maria Trịnh Văn Căn qua đời, ông lần đầu cử hành lễ với các phẩm phục giám mục và đồng tế lễ tang với Hồng y Etchegaray vào ngày 22 tháng 5 năm 1990. Ông được chính thức công nhận là Giám mục Lạng Sơn vào năm 1991.
Ngày 19 tháng 8 năm 1991, ông sang Rôma để yết kiến giáo hoàng và nhân tiện chữa bệnh. Sáng ngày 18 tháng 11, Giám mục Dụ cử hành Thánh lễ với Giáo hoàng Gioan Phaolô II trong nhà nguyện riêng tại Vatican. Sau khi dâng lễ, giám mục Dụ dùng bữa với giáo hoàng và được giáo hoàng trao tặng một chén lễ. Sau khi thăm khám, các bác sĩ cho biết bệnh của ông không thể chữa khỏi hẳn. Ngày 22 tháng 11, ông sang Bỉ thăm người em gái đồng thời đi hành hương Lộ Đức và Lisieux. Ngày 7 tháng 12 năm đó, ông trở về Việt Nam.
Giám mục Phạm Văn Dụ dọn về Tòa Giám mục Lạng Sơn năm 1992.
Từ khi được Nhà nước Việt Nam công nhận, Giám mục Phạm Văn Dụ thực hiện nhiều việc cải cách giáo phận. Về mặt nhân sự, ông chuẩn bị cho các thanh biên gia nhập chủng viện, kêu gọi các dòng tu cùng cộng cộng tác và kiến nghị chính quyền cho phép các linh mục gốc Lạng Sơn và các linh mục "cháu, chắt" trở về mục vụ tại Giáo phận. Ngoài các chuẩn bị về nhân sự, giam mục Dụ cũng quyết định tiến hành việc tu sửa, xây mới các nhà thờ đã bị tàn phá hoặc xuống cấp. Việc xây dựng Nhà thờ chính tòa cũng được Giám mục Dụ lưu ý. Ông quyết định tích lũy tài chính, vật liệu, tìm kỹ sư thiết kế để xây dựng. Tuy nhiên việc này chưa hoàn tất dưới thời ông làm Giám mục Lạng Sơn.

## Qua đời, an táng và cải táng
Năm 1997, sức khoẻ của ông ngày một giảm sút. Ngày 9 tháng 3 năm 1998, Toà Thánh phê chuẩn đơn xin nghỉ hưu, ông qua đời lúc 0 giờ 45 ngày 2 tháng 9 năm 1998, sau 38 năm phục vụ giáo hội. Thi hài của giám mục Phạm Văn Dụ ban đầu được an táng tại khuôn viên tòa giám mục và nhà thờ chính tòa Lạng Sơn.
Sáng ngày 29 tháng 11 năm 2021, thi hài của cố giám mục Vinh Sơn Phaolô Phạm Văn Dụ được cải táng cùng với cố giám mục Đại diện Tông Tòa Lạng Sơn Félix-Maurice Hedde Minh và đức ông Bertrand Cothonay Chiểu, cố Phủ doãn Tông Tòa Lạng Sơn. Khi mở nắp quan tài, thi hài của giám mục Dụ vẫn còn nguyên vẹn và "hồng hào". Ngày hôm sau, giám mục chính tòa Lạng Sơn Giuse Châu Ngọc Tri cử hành thánh lễ cầu nguyện cho giám mục Dụ, giám mục Minh và đức ông Chiểu vào lúc 6 giờ sáng, sau đó thi hài cố giám mục được an táng tại Đền Mục tử (vị trí Đền Thánh Đa Minh cũ), trước nhà thờ chính tòa Lạng Sơn.

## Nhận định
Em gái ông là nữ tu Phạm Thị Nhiệm, trong chuyến thăm anh trai vào năm 1987, đã viết:
| “ | Nhìn thấy cái bàn giấy của anh sao mà buồn thế; có mấy quyển sách nó xấu xí; con hỏi tại sao thì anh nói bị ướt vì năm vừa rồi bị lụt. Bàn ghế cũng chả ra sao cả. Rồi cái màn cửa để chia từ phòng giấy qua phòng ngủ lại là một miếng bao tải, trông thảm ơi là thảm. Sau khi con hỏi những sách em gởi về ở đâu. Ngài nói, "Có người họ cần hơn, anh để cho người ta". Con thấy anh con sống rất là đơn sơ, không có vội vã và rất là bình tĩnh, con thì lo sợ, xong thấy anh con cứ rửng rưng. Con có cảm tưởng như có người anh "độc ẩn sĩ" và mục đích của anh là sống theo tinh thần Phúc âm. | ” |

Nhắc nhớ đến ấn tượng đặc biệt về Giám mục Phạm Văn Dụ, Hồng y Roger Etchegaray chia sẻ:
| “ | Tôi luôn nhớ ngài, vị giám mục chưa bao giờ đội mũ mitra, chưa bao giờ cầm gậy giám mục. Cho đến khi đồng tế với tôi tại Nhà thờ chính tòa Hà nội, ngài mới đội mũ mitra lần đầu tiên. | ” |

## Tông truyền
Giám mục Vinh Sơn Phaolô Phạm Văn Dụ  được tấn phong giám mục năm 1979, thời Giáo hoàng Gioan Phaolô II, bởi:
- Chủ phong: Giám mục Phaolô Giuse Phạm Đình Tụng, giám mục chính tòa Giáo phận Bắc Ninh